# Phomatospora bellaminuta
Phomatospora bellaminuta är en svampart som beskrevs av Kohlm., Volkm.-Kohlm. & O.E. Erikss. 1995. Phomatospora bellaminuta ingår i släktet Phomatospora, ordningen kolkärnsvampar, klassen Sordariomycetes, divisionen sporsäcksvampar och riket svampar.   Inga underarter finns listade i Catalogue of Life.